# بوب مارتنز
بوب مارتنز (بالألمانية: Bob Martens)‏ هو مهندس معماري نمساوي، ولد في 11 مارس 1961 في آيندهوفن في هولندا.